# Jedle vznešená
Jedle vznešená (Abies procera) je stálezelený, dlouhověký, velmi vysoký jehličnatý strom, rostoucí v severozápadní části USA.

## Synonymum
- Abies nobilis.

## Popis
Stálezelený, jehličnatý strom, dorůstající do výšky okolo 80 m a dožívající se až 700 let. Rychlost růstu je proměnlivá, semenáče rostou ze začátku pomalu, později velmi rychle až do dospělosti, a potom, jak strom stárne, se jeho růst zpomaluje. Kmen je sloupovitý a dosahuje průměru 2,2 m. Větve jsou tuhé a vyrůstají z kmene v pravých úhlech. Koruna je v mládí kuželovitá, zavětvená až k zemi, v dospělosti krátká a zakulacená. Borka je u mladých stromů šedozelenohnědá, tenká a s puchýři, u starších purpurovošedočervenohnědá, tlustá, trochu šupinovitá a hluboce rozbrázděná do úzkých rýh, rozdělených na obdélníkové bloky, rýhy i hřebeny jsou přibližně stejně široké. Letorosty jsou červenohnědé a po několik let chlupaté. Pupeny jsou skryté pod jehlicemi, hnědé, malé, vejčité, bez pryskyřice a se zaobleným vrcholem; základnové pupenové šupiny jsou krátké, široké, ve tvaru rovnostranného trojúhelníka, na středech chlupaté, bez pryskyřice, s celými až vroubkovanými okraji a ostrým vrcholem; vrcholové pupeny se obvykle vyskytují po 3 a více.
Jehlice jsou jednořadé, ohebné, většinou srpovitě zahnuté vzhůru, husté, u základu často přiléhavé k letorostu, na okrajových částech rozbíhavé, na průřezu ploché s vespod vystupující středovou žílou, seshora s nebo bez rýhy, či na plodících větvích s čtyřstranným průřezem; 1-3,5 cm dlouhé a 1,5-2 mm široké, na špičce zaoblené či vroubkované; jehlice na plodících větvích jsou čtyřstranné a se 4 proužky průduchů na spodních površích; na horních površích jsou modrozelené, s 0-2 stříbrnošedomodrozelenými proužky, každý proužek má 0-7 řad průduchů ve středu jehlice; na spodních površích s 2-4 stříbrnošedomodrozelenými proužky, na každém proužku se 4-7 řadami průduchů; pryskyřičné kanálky jsou malé, blízko okrajů a spodních epidermálních vrstev jehlic; jehlice pronikavě voní, podobně jako terpentýn.
Samčí šištice jsou v průběhu opylování purpurovočervenohnědé a rostou ve shlucích pod jehlicemi. Samičí šištice - šišky jsou obdélníkově válcovité, přirostlé, se zaobleným vrcholem, rostoucí jednotlivě až po 5 blízko vrcholu koruny na horních stranách jednoletých letorostů, zelené, purpurové či červené, ve zralosti žlutozelenohnědé, překryté zelenými, vyčnívajícími a zpět zahnutými podpůrnými šupinami, ve zralosti zesvětlenými; a s tmavými, 2,5 cm dlouhými a 3 cm širokými a chlupatými semennými šupinami; šišky jsou 10-15 cm dlouhé a 5-6,5 cm široké. Semena jsou červenohnědá, 12 mm dlouhá 6 mm široká. Křídla semen jsou světle hnědá a o trochu delší než semeno. Děložních lístků je kolem 4-7 . Strom kvete v květnu a červnu, šišky dozrávají v září a k rozšiřování semen dochází v říjnu.

## Výskyt
Severozápad USA (státy Kalifornie, Oregon a Washington).

## Ekologie
Jedle vznešená roste od podhůří v západním Washingtonu až po vysokohorské polohy v Oregonu, v rozsahu nadmořských výšek 60-2700 m; nejhojněji se strom vyskytuje v horách Kaskádového pohoří, na horských půdách rozmanitého vulkanického původu, nejlépe roste v mělkých až mírně hlubokých půdách s velkým množstvím vlhkosti, které jsou dobře pro vodu propustné a s kyselým až neutrálním pH; stín snáší strom středně dobře, mezi ostatními americkými jedlemi je ale nejméně ke stínu snášenlivý a nejlépe roste na plném slunci. Klima je zde mírné, chladné a pobřežní, s krátkými léty a zimami s velkým množstvím sněhu, roční srážkové úhrny se zde pohybují mezi 1750-2600 mm, z velké části ve formě sněhu. Jedle vznešená je velmi odolná vůči větru, neboť hluboce koření, také je odolná vůči nemocem a nepřátelům, miluje chladný a vlhký vzduch, nesnáší znečištění ovzduší a je mrazuvzdorná do –28 °C, není nicméně příliš odolná vůči suchu ani vůči lesním požárům, především pro nepříliš silnou borku a značně hořlavé jehličí. 
Jedle vznešená občas tvoří samostatné jednodruhové porosty, mnohem častěji ale roste ve smíšených lesích ve společnosti jiných druhů rostlin: z jedlí například s jedlí líbeznou, jedlí plstnatoplodou, jedlí obrovskou, ze smrků s smrkem Brewerovým, smrkem Engelmannovým, smrkem sitkou, z borovic například s borovicí bělokmennou, borovicí pokroucenou, borovicí pohorskou, také s douglaskou tisolistou, jedlovcem Mertensovým (Tsuga mertensiana), jedlovcem západním, modřínem západoamerickým (Larix occidentalis), zeravem obrovským, z bylinného patra například s keři: brusnice Vaccinium alaskaense, menziesie rzivá (Menziesia ferruginea), pěnišník Rhododendron albiflorum, z bylin například s kandíkem Erythronium montanum, klintonkou Clintonia uniflora, suchobýlem Xerophyllum tenax a dalšími.

## Nepřátelé a nemoci
Občas je strom napadán zavíječem Dioryctria abietivorella, jehož larvy vrtají a žerou šišky, jehlice, letorosty a krmí se pod borkou a dalšími. Kořeny stromu v některých případech poškozuje hnědák Schweinitzův. Příležitostně je nějaký semenáč poškozen až zlikvidován plísní šedou. Strom nesnáší sucho, při nedostatku srážek často dochází k praskání borky, proto není vhodný pro pěstování v oblastech se suchými léty a nepravidelnými a/nebo nedostatečnými dešti. 

## Využití člověkem
Pro vysoce kvalitní dřevo v kombinaci s velkým přímým kmenem je strom často používán jako zdroj řeziva. Dřevo jedle vznešené patří mezi nejkvalitnější z amerických jedlí, je lehké, odolné a velmi ohebné, pro tyto vlastnosti bylo dříve často používáno pro konstrukci vrtulí letadel a žebříků, v současnosti je většinou v těchto případech nahrazováno použitím různých kovů. Dřevo stromu je často též používáno ve stavebnictví a tesařství a na výrobu krabic. Mladé stromky jsou využívány též jako vánoční stromek. Jedle vznešená je též často pěstována jako okrasný strom a používána v hortikultuře, kde je známo několik kultivarů.

## Ohrožení
Podle organizace IUCN není jedle vznešená ohrožena a tendence její populace je stabilní. V minulosti byl strom značně kácen pro dřevo, v současné době roste jedle vznešená v několika chráněných oblastech zahrnujících též několik národních parků, ve kterých je jakékoliv kácení zakázáno. 

## Největší exempláře
- Jedle na Yellowjacket Creek v Gifford Pinchot National Forest (Washington) – výška: 72,6 metrů, průměr kmene: 275 cm, průměr koruny: 12,5 m, objem kmene: 174,3 m³ (1988)
- Jedle v Goat Marsh Research Natural Area v Mt. St. Helens National Monument (Washington) – výška: 89,9 m, průměr kmene: 192 cm, průměr koruny: 13 m, objem kmene: 87,7 m³ (1989)

## Galerie

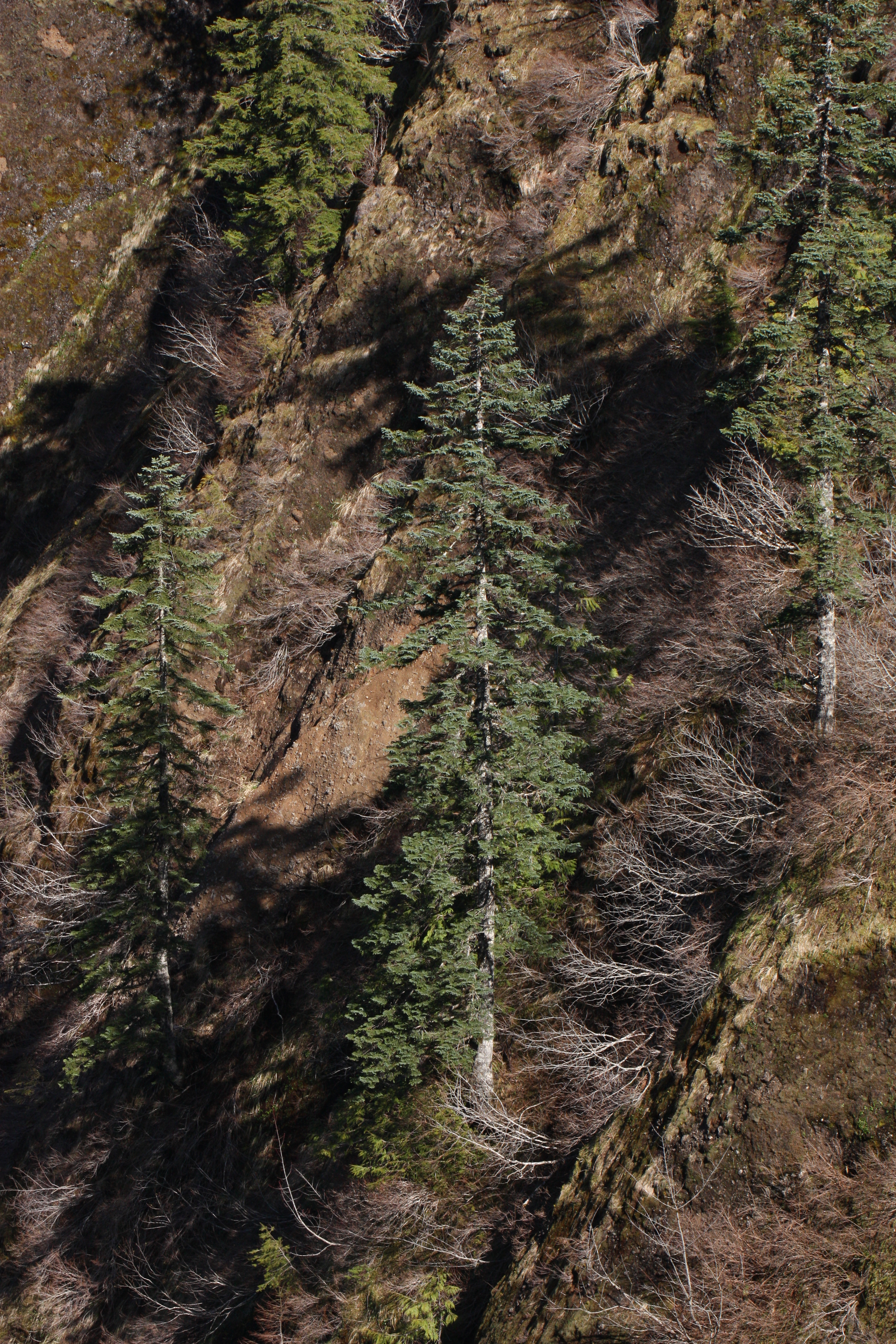
Jedle vznešená, strom. Vlevo nahoře jedlovec západní.
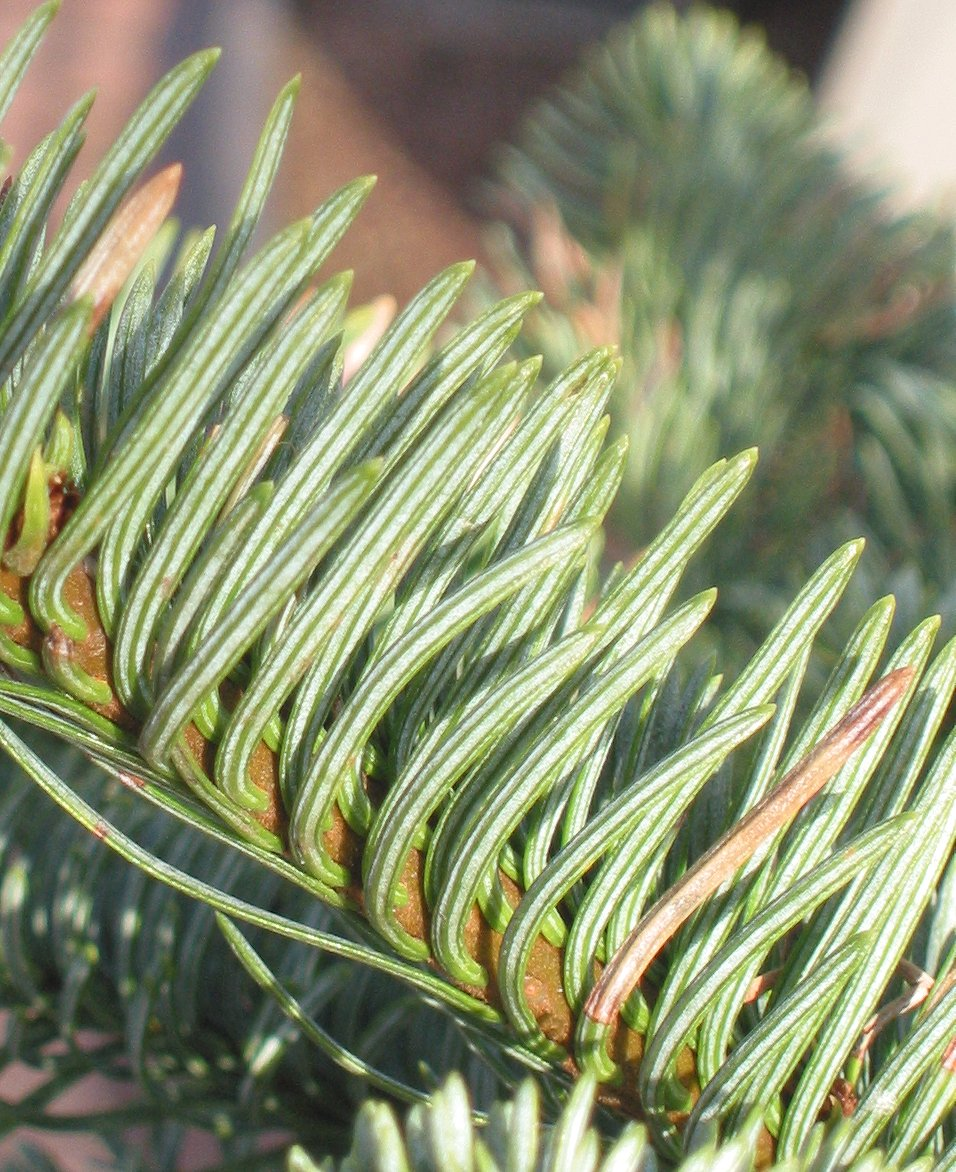
Jedle vznešená, detail jehlic.
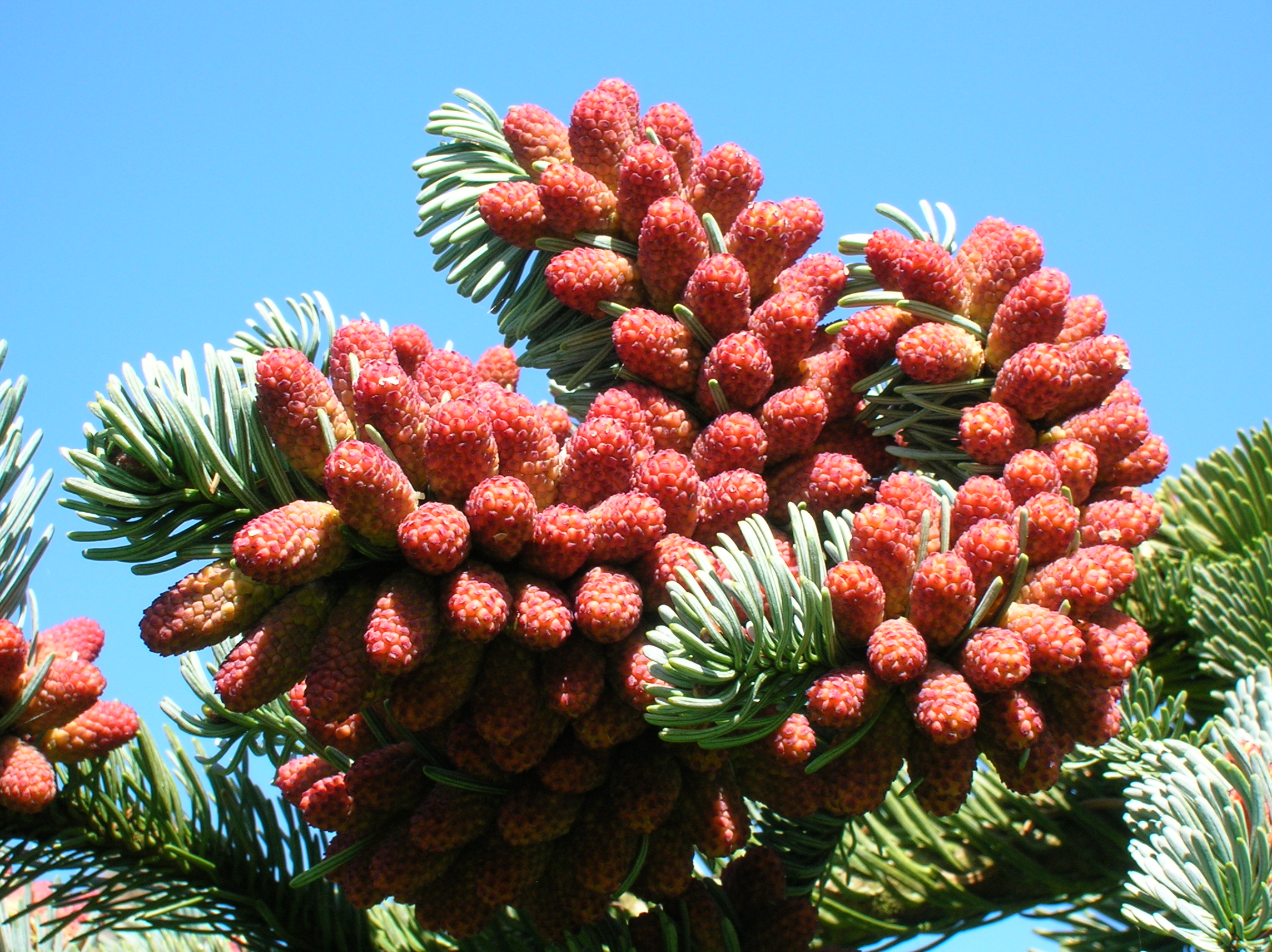
samčí květy
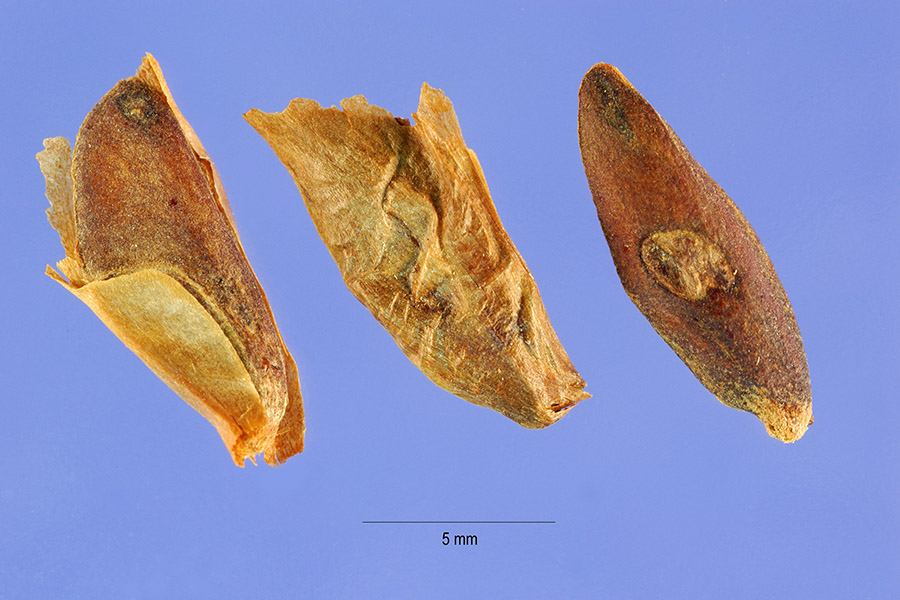
semena jedle vznešené
kmen jedle vznešené
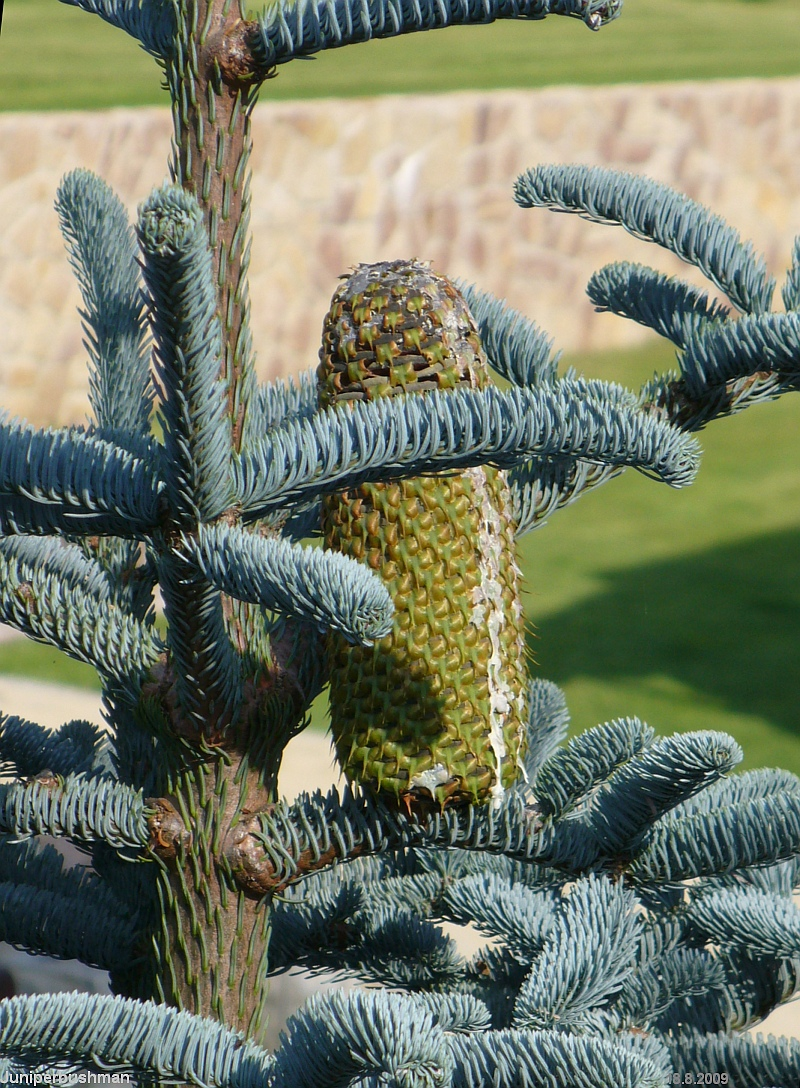
Dozrávající šiška